# Ниобиевая кислота
Ниобиевая кислота — неорганическое соединение, одноосновная кислородсодержащая кислота с формулой HNbO3. Соли называются ниобатами.

## Получение
- Длительное действие горячих водных растворов кислот на ниобат лития с последующим отжигом осадка при 750°С [1]:

{\displaystyle {\mathsf {LiNbO_{3}+HNO_{3}\ {\xrightarrow {T}}\ HNbO_{3}+LiNO_{3}}}}

## Физические свойства
Ниобиевая кислота образует бесцветные кристаллы
кубической сингонии,
пространственная группа I m3,
параметры ячейки a = 0,7645 нм

(есть данные о параметрах ячейки a = 0,3822 нм ).
Не растворяется в воде.
Образует кристаллогидрат состава HNbO3•2/3H2O.
Ниобиевая кислота проявляет высокую активность в качестве катализатора гидратации этилена в этанол, дегидратации метанола в диметиловый эфир